# Flagi gmin w województwie zachodniopomorskim
Flagi gmin w województwie zachodniopomorskim – lista symboli gminnych w postaci flagi, obowiązujących w województwie zachodniopomorskim.

Flaga województwa zachodniopomorskiego

Zgodnie z definicją, flaga to płat tkaniny określonego kształtu, barwy i znaczenia, przymocowywany do drzewca lub masztu. Może on również zawierać herb lub godło danej jednostki administracyjnej. W Polsce jednostki terytorialne (rady gmin, miast i powiatów) mogą ustanawiać flagi zgodnie z „Ustawą z dnia 21 grudnia 1978 o odznakach i mundurach”. W pierwotnej wersji pozwalała ona jednostkom terytorialnym jedynie na ustanawianie herbów. Mimo to wiele miast i gmin podejmowało uchwały i używało flagi jako swojego symbolu (w województwie zachodniopomorskim było to kilka gmin). Dopiero „Ustawa z dnia 29 grudnia 1998 o zmianie niektórych ustaw w związku z wdrożeniem reformy ustrojowej państwa” oficjalnie potwierdziła prawo województw, powiatów i gmin do ustanawiania tego symbolu jednostki terytorialnej.
W 2025 w województwie zachodniopomorskim swoją flagę miały 73 ze 113 gmin. Symbol ten, od 2000, ma ustanowione samo województwo.

## Lista obowiązujących flag gminnych

### Powiat białogardzki
| Gmina                  | Wzór | Opis |
| ---------------------- | ---- | --- |
| Miasto Białogard       |      | Flaga miasta została ustanowiona uchwałą nr XVI/147/04 z 3 marca 2004. Jest to prostokątny płat tkaniny o proporcjach 5:8, podzielony na trzy poziome pasy: dwa białe i błękitny (symbolizujący rzekę Parsętę) w stosunku 2:1:2. Z lewej strony płata umieszczono dwa czerwone romby, nawiązujące do przynależności miasta do Związku Hanzeatyckiego. |
| Gmina Białogard        |      | Flaga gminy została ustanowiona uchwałą nr L/247/02 z 9 października 2002. Jest to prostokątny płat tkaniny o proporcjach 5:8, podzielony na trzy pionowe pasy: dwa błękitne i żółty w stosunku 1:3:1. W jego centralnej części umieszczono herb gminy.                                                                                               |
| Miasto i gmina Karlino |      | Pierwsza wersja flagi gminy została ustanowiona w grudniu 1997, obecna została ustanowiona uchwałą nr XXXVII/379/21 z 27 sierpnia 2021. Jest to prostokątny płat tkaniny o proporcjach 5:8, podzielony na dwa równe poziome pasy: błękitny i czerwony. W jego centralnej części umieszczono herb gminy.                                               |

### Powiat choszczeński
| Gmina                    | Wzór | Opis |
| ------------------------ | ---- | --- |
| Miasto i gmina Choszczno |      | Flaga gminy została ustanowiona 26 czerwca 1993. Jest to prostokątny płat tkaniny o proporcjach 2:3, podzielony na trzy równe poziome pasy: biały, czerwony i zielony. W jego centralnej części może znajdować się herb gminy.                                                               |
| Miasto i gmina Drawno    |      | Flaga gminy została ustanowiona uchwałą nr XXXV/220/13 z 14 listopada 2013. Jest to prostokątny płat tkaniny o proporcjach 5:8, podzielony na dwa równe pionowe pasy: żółty i błękitny. Umieszczono na nich godło z herbu gminy.                                                             |
| Gmina Krzęcin            |      | Flaga gminy została ustanowiona uchwałą nr XXXV/172/2006 z 14 czerwca 2006. Jest to prostokątny płat tkaniny o proporcjach 5:8, podzielony na trzy równe poziome pasy: czerwony, żółty i zielony. W jego centralnej części umieszczono herb gminy.                                           |
| Miasto i gmina Pełczyce  |      | Flaga gminy została ustanowiona 23 czerwca 1995. Jest to prostokątny płat tkaniny, podzielony na trzy równe poziome pasy: czarny, zielony i biały. W jego centralnej części umieszczono herb gminy.                                                                                          |
| Miasto i gmina Recz      |      | Flaga gminy została ustanowiona uchwałą nr V/35/03 z 28 lutego 2003. Jest to prostokątny płat tkaniny o proporcjach 5:8 koloru żółtego, w którego centralnej części umieszczono godło z herbu gminy, a pod nim błękitną poziomą linię falistą szerokości 1/8 płata, symbolizującą rzekę Inę. |

### Powiat drawski
| Gmina                            | Wzór | Opis |
| -------------------------------- | ---- | --- |
| Miasto i gmina Czaplinek         |      | Flaga gminy została ustanowiona 2 lipca 1990, ponownie 27 listopada 1996; ostateczna wersja, autorstwa Alfreda Znamierowskiego i Jerzego Jana Nałęcza, uchwałą nr XXX/236/05 z 30 czerwca 2005. Jest to prostokątny płat tkaniny o proporcjach 5:8, podzielony na trzy pionowe pasy: żółty, błękitny i biały w stosunku 2:1:2. W jego centralnej części może znajdować się herb gminy. |
| Miasto i gmina Drawsko Pomorskie |      | Flaga gminy została ustanowiona uchwałą nr VI/30/2003 z 28 lutego 2003. Jest to prostokątny płat tkaniny o proporcjach 5:8, podzielony na trzy równe poziome pasy: czerwony, biały i błękitny. W lewym górnym rogu płata umieszczono herb gminy. |
| Miasto i gmina Kalisz Pomorski   |      | Flaga gminy została ustanowiona uchwałą nr XXXVIII/281/02 z 5 września 2002. Jest to prostokątny płat tkaniny o proporcjach 5:8, podzielony na trzy pionowe pasy: niebieski, biały i zielony w stosunku 1:2:1. W jego centralnej części umieszczono godło z herbu gminy. |
| Gmina Wierzchowo                 |      | Flaga gminy została ustanowiona uchwałą nr XII/71/99 z 15 września 1999. Jest to prostokątny płat tkaniny o proporcjach 5:8, podzielony na trzy pionowe pasy: żółty, czerwony i zielony w stosunku 1:2:1. W jego centralnej części umieszczono herb gminy. |
| Miasto i gmina Złocieniec        |      | Flaga gminy została ustanowiona uchwałą nr XVI/148/2004 z 31 marca 2004. Jest to prostokątny płat tkaniny o proporcjach 5:8, podzielony na trzy pionowe pasy: błękitny, żółty i czerwony w stosunku 1:2:1. W jego centralnej części umieszczono herb gminy. |

### Powiat goleniowski
| Gmina                   | Wzór | Opis |
| ----------------------- | ---- | --- |
| Miasto i gmina Goleniów |      | Flaga gminy została ustanowiona uchwałą nr II-263-96 z 16 lutego 1996. Jest to prostokątny płat tkaniny o proporcjach 5:8 koloru ciemnoniebieskiego, w którego lewym górnym rogu płata umieszczono godło z herbu gminy. |
| Miasto i gmina Maszewo  |      | Flaga gminy to prostokątny płat tkaniny, podzielony na dwa równe poziome pasy: biały i czerwony. Z lewej strony płata umieszczono herb gminy.                                                                           |

### Powiat gryficki
| Gmina                  | Wzór | Opis |
| ---------------------- | ---- | --- |
| Miasto i gmina Gryfice |      | Obecna wersja flagi gminy została ustanowiona uchwałą nr XXII/180/2004 z 7 grudnia 2004. Jest to prostokątny płat tkaniny o proporcjach 5:8, podzielony na dwa równe poziome pasy: żółty i czerwony. W jego centralnej części umieszczono herb gminy.                               |
| Gmina Rewal            |      | Flaga gminy została ustanowiona uchwałą nr XXVIII/220/12 z 18 października 2012. Jest to prostokątny płat tkaniny o proporcjach 5:8, podzielony na pięć poziomych pasów: dwa czerwone, dwa białe i niebieski w stosunku 1:1:6:1:1. W jego centralnej części umieszczono herb gminy. |

### Powiat gryfiński
| Gmina                      | Wzór | Opis |
| -------------------------- | ---- | --- |
| Gmina Banie                |      | Flaga gminy została ustanowiona uchwałą nr XIII/125/2016 z 15 czerwca 2016. Jest to prostokątny płat tkaniny o proporcjach 5:8, podzielony na trzy kliny: błękitny, biały i czerwony. Z lewej strony płata umieszczono herb gminy.                     |
| Miasto i gmina Gryfino     |      | Flaga gminy została ustanowiona uchwałą nr XXV/264/96 z 26 września 1996. Jest to prostokątny płat tkaniny o proporcjach 2:3 koloru błękitnego, w którego centralnej części umieszczono herb gminy.                                                    |
| Miasto i gmina Mieszkowice |      | Flaga gminy została ustanowiona przed 1999. Jest to prostokątny płat tkaniny o proporcjach 5:8, podzielony na dwa równe poziome pasy: biały i czerwony. W jego centralnej części umieszczono herb gminy, a nad nim czarny napis „MIESZKOWICE”.         |
| Gmina Stare Czarnowo       |      | Flaga gminy została ustanowiona uchwałą nr XV/111/2020 z 25 lutego 2020. Jest to prostokątny płat tkaniny o proporcjach 5:8, podzielony na trzy pionowe pasy: dwa błękitne i żółty w stosunku 3:14:3. W jego centralnej części umieszczono herb gminy. |
| Gmina Widuchowa            |      | Flaga gminy to prostokątny płat tkaniny o proporcjach 1:2 koloru błękitnego, w którego centralnej części umieszczono sześć białych linii falistych, a na nich, z lewej strony płata, postać białego łabędzia w żółtym kole.                            |

### Powiat kamieński
| Gmina                   | Wzór | Opis |
| ----------------------- | ---- | --- |
| Miasto i gmina Dziwnów  |      | Flaga gminy została ustanowiona uchwałą nr XVII/195/2004 z 22 czerwca 2004. Jest to prostokątny płat tkaniny o proporcjach 5:8, podzielony na trzy pionowe pasy: błękitny, biały i żółty w stosunku 1:2:1. W jego centralnej części umieszczono herb gminy. |
| Miasto i gmina Golczewo |      | Flaga gminy została ustanowiona uchwałą nr XXXIII/282/10 z 26 marca 2010. Jest to prostokątny płat tkaniny o proporcjach 5:8, podzielony na trzy pionowe pasy: dwa zielone i biały w stosunku 3:10:3. W jego centralnej części umieszczono herb gminy.      |
| Miasto i gmina Wolin    |      | Flaga gminy to prostokątny płat tkaniny koloru białego, w którego centralnej części umieszczono godło z herbu gminy. |

### Powiat kołobrzeski
| Gmina                  | Wzór | Opis |
| ---------------------- | ---- | --- |
| Gmina Dygowo           |      | Flaga gminy została ustanowiona uchwałą nr XIX/161/01 z 20 lutego 2001. Jest to prostokątny płat tkaniny o proporcjach 5:8, podzielony na trzy równe poziome pasy: zielony, żółty i niebieski. W jego centralnej części umieszczono dwa liście dębu z żołędziem, pochodzące z herbu gminy.                                                                                          |
| Miasto i gmina Gościno |      | Flaga gminy została ustanowiona uchwałą nr XVII/89/96 z 15 lutego 1996. Jest to prostokątny płat tkaniny o proporcjach 5:8, podzielony na trzy równe poziome pasy: złoty, srebrny i czerwony. W jego centralnej części może znajdować się herb gminy. |
| Miasto Kołobrzeg       |      | Flaga miasta została ustanowiona uchwałą nr XLII/585/10 z 23 lutego 2010. Jest to prostokątny płat tkaniny o proporcjach 5:8, podzielony na cztery poziome pasy: biały, błękitny, biały i czerwony w stosunku 4:1:1:4. W jego centralnej części umieszczono herb miasta. |
| Gmina Kołobrzeg        |      | Flaga gminy została ustanowiona uchwałą nr IV/27/2007 z 11 stycznia 2007. Jest to prostokątny płat tkaniny o proporcjach 5:8, podzielony na pięć poziomych pasów: czerwony, biały, błękitny, biały i błękitny w stosunku 6:1:1:1:1 (białe i błękitne pasy faliste). Z lewej strony płata, na czerwonym tle, umieszczono wschodzące słońce (fale i słońce to symbole z herbu gminy). |
| Gmina Ustronie Morskie |      | Flaga gminy to prostokątny płat tkaniny o proporcjach 5:8, podzielony na cztery równe poziome pasy: czerwony, żółty, niebieski i biały. W jego centralnej części umieszczono herb gminy. |

### Miasto Koszalin
| Wzór | Opis |
| ---- | --- |
|      | Flaga miasta została ustanowiona uchwałą nr 4/59 z 10 lutego 1959. Jest to prostokątny płat tkaniny o proporcjach 5:8, podzielony na dwa równe poziome pasy: biały i niebieski. |

### Powiat koszaliński
| Gmina                   | Wzór | Opis |
| ----------------------- | ---- | --- |
| Gmina Będzino           |      | Flaga gminy została ustanowiona uchwałą nr XXIX/142/97 z 29 kwietnia 1997. Jest to prostokątny płat tkaniny o proporcjach 5:8, podzielony na cztery poziome pasy: czarny, żółty, błękitny i czerwony w stosunku 2:1:1:2. W jego centralnej części może znajdować się herb gminy.                  |
| Miasto i gmina Bobolice |      | Flaga gminy to prostokątny płat tkaniny o proporcjach 5:8, podzielony na trzy równe pionowe pasy: dwa czerwone i żółty. W jego centralnej części umieszczono herb gminy. |
| Gmina Manowo            |      | Flaga gminy została ustanowiona 27 marca 1996. Jest to prostokątny płat tkaniny o proporcjach 1:2,1 koloru zielonego, w którego centralnej części umieszczono herb gminy. |
| Miasto i gmina Sianów   |      | Flaga gminy została ustanowiona uchwałą nr XLVI/254/2001 z 28 grudnia 2001. Jest to prostokątny płat tkaniny o proporcjach 5:8, podzielony na trzy pionowe pasy: dwa białe i czerwony w stosunku 1:2:1. W jego centralnej części umieszczono godło z herbu gminy, a pod nim błękitny falisty pas. |
| Gmina Świeszyno         |      | Flaga gminy, autorstwa Kamila Wójcikowskiego i Roberta Fidury, została ustanowiona uchwałą nr IX/51/19 z 25 kwietnia 2019. Jest to prostokątny płat tkaniny o proporcjach 5:8 koloru czerwonego, w którego centralnej części umieszczono godło z herbu gminy.                                     |

### Powiat łobeski
| Gmina                | Wzór | Opis |
| -------------------- | ---- | --- |
| Miasto i gmina Łobez |      | Obecna wersja flagi gminy została ustanowiona uchwałą nr XXXIII/257/2017 z 31 sierpnia 2017. Jest to prostokątny płat tkaniny o proporcjach 5:8, podzielony na trzy równe poziome pasy: czerwony, żółty i zielony.                                                                                             |
| Gmina Radowo Małe    |      | Flaga gminy, autorstwa Kamila Wójcikowskiego i Roberta Fidury, została ustanowiona uchwałą nr XXX/196/2022 z 12 maja 2022. Jest to prostokątny płat tkaniny o proporcjach 5:8, podzielony na trzy poziome pasy: czerwony, żółty i błękitny w stosunku 13:3:4. W jego centralnej części umieszczono herb gminy. |
| Miasto i gmina Resko |      | Flaga gminy została ustanowiona uchwałą nr XIX/143/96 z 17 maja 1996. Jest to prostokątny płat tkaniny o proporcjach 5:8, podzielony na dwa równe poziome pasy: żółty i błękitny. W lewym górnym rogu płata umieszczono herb gminy.                                                                            |

### Powiat myśliborski
| Gmina                   | Wzór | Opis |
| ----------------------- | ---- | --- |
| Miasto i gmina Barlinek |      | Flaga gminy została ustanowiona uchwałą nr XXVII/237/93 z 28 września 1993. Jest to prostokątny płat tkaniny, podzielony na trzy równe pionowe pasy: czerwony, biały i zielony.                                                                              |
| Miasto i gmina Dębno    |      | Flaga gminy została ustanowiona uchwałą nr XIII/83/99 z 29 lipca 1999. Jest to prostokątny płat tkaniny o proporcjach 5:8, podzielony na trzy poziome pasy: dwa żółte i czerwony w stosunku 1:2:1. W jego centralnej części umieszczono godło z herbu gminy. |

### Powiat policki
| Gmina                 | Wzór | Opis |
| --------------------- | ---- | --- |
| Gmina Kołbaskowo      |      | Flaga gminy została ustanowiona uchwałą nr XIII/4/2000 z 19 maja 2000. Jest to prostokątny płat tkaniny o proporcjach 5:8, podzielony na trzy pionowe pasy: czerwony, biały i błękitny w stosunku 1:2:1. W jego centralnej części może znajdować się herb gminy.           |
| Miasto i gmina Police |      | Flaga gminy została ustanowiona uchwałą nr XLVIII/330/94 z 18 marca 1994. Jest to prostokątny płat tkaniny o proporcjach 5:8, podzielony na trzy poziome pasy: czerwony, złoty i srebrny w stosunku 2:1:2. W centralnej części górnego pasa może znajdować się herb gminy. |

### Powiat pyrzycki
| Gmina                  | Wzór | Opis |
| ---------------------- | ---- | --- |
| Gmina Bielice          |      | Flaga gminy została ustanowiona uchwałą nr XXVIII/158/09 z 16 września 2009. Jest to prostokątny płat tkaniny o proporcjach 5:8, podzielony na trzy pionowe pasy: dwa białe i czerwony w stosunku 1:2:1. W jego centralnej części umieszczono godło z herbu gminy.                                                                         |
| Miasto i gmina Lipiany |      | Flaga gminy została ustanowiona uchwałą nr XXV/215/2013 z 25 czerwca 2013. Jest to prostokątny płat tkaniny o proporcjach 5:8, podzielony na trzy pionowe pasy: dwa błękitne i biały w stosunku 1:2:1. W jego centralnej części umieszczono herb gminy.                                                                                    |
| Miasto i gmina Pyrzyce |      | Flaga gminy została potwierdzona uchwałą nr XXVII/201/20 z 24 września 2020. Jest to prostokątny płat tkaniny o proporcjach 5:8, zakończony dwoma trójkątnymi językami, podzielony na trzy poziome pasy: biały, czerwony i niebieski w stosunku 2:1:1. W centralnej części górnego pasa umieszczono postać czerwonego gryfa z herbu gminy. |
| Gmina Warnice          |      | Flaga gminy została ustanowiona uchwałą nr XVII/107/2012 z 27 kwietnia 2012. Jest to prostokątny płat tkaniny o proporcjach 5:8, podzielony na dwie części: lewą błękitną i prawą, podzieloną na trzy równe poziome pasy: czerwony, żółty i fioletowy.                                                                                     |

### Powiat sławieński
| Gmina           | Wzór | Opis |
| --------------- | ---- | --- |
| Gmina Malechowo |      | Flaga gminy została ustanowiona uchwałą nr XXX/212/2002 z 26 kwietnia 2002. Jest to prostokątny płat tkaniny o proporcjach 5:8, podzielony na dwa równe poziome pasy: żółty i zielony. W jego centralnej części umieszczono herb gminy.                                     |
| Gmina Sławno    |      | Flaga gminy została ustanowiona uchwałą nr XLII/383/2014 z 17 marca 2014. Jest to prostokątny płat tkaniny o proporcjach 5:8 koloru czerwonego, w którego lewym górnym rogu płata umieszczono godło z herbu gminy, a pod nim na całej długości flagi srebrną falistą linię. |

### Powiat stargardzki
| Gmina                   | Wzór | Opis |
| ----------------------- | ---- | --- |
| Miasto i gmina Dobrzany |      | Flaga gminy została ustanowiona uchwałą nr XXII/196/12 z 11 listopada 2012. Jest to prostokątny płat tkaniny o proporcjach 5:8, podzielony na pięć poziomych pasów: błękitny, biały, czerwony, biały i błękitny w stosunku 1:1:6:1:1. W jego centralnej części umieszczono herb gminy.                      |
| Gmina Dolice            |      | Flaga gminy, autorstwa Janusza Gajowniczka, została ustanowiona 25 kwietnia 1997. Jest to prostokątny płat tkaniny, podzielony na dwa równe poziome pasy: srebrny i zielony. |
| Miasto i gmina Ińsko    |      | Flaga gminy została ustanowiona uchwałą nr XXXI/289/2009 z 30 grudnia 2009. Jest to prostokątny płat tkaniny o proporcjach 5:8, podzielony na cztery poziome pasy: zielony, biały, czerwony i błękitny w stosunku 2:1:1:2. W jego centralnej części umieszczono herb gminy.                                 |
| Gmina Kobylanka         |      | Flaga gminy została ustanowiona uchwałą nr XXXI/289/2009 z 30 grudnia 2009. Jest to prostokątny płat tkaniny o proporcjach 5:8, podzielony na cztery równe poziome pasy: żółty, błękitny, biały i zielony. Z lewej strony płata może znajdować się herb gminy.                                              |
| Gmina Marianowo         |      | Flaga gminy została ustanowiona uchwałą nr XXXV/236/2018 z 7 czerwca 2018. Jest to prostokątny płat tkaniny o proporcjach 5:8 koloru białego, z którego lewej strony płata umieszczono symbole z herbu gminy, a między nimi na całej długości flagi błękitną falistą linię.                                 |
| Miasto Stargard         |      | Flaga miasta, autorstwa Piotra Kosmala, została ustanowiona uchwałą nr XVI/167/07 z 18 grudnia 2007. Jest to prostokątny płat tkaniny o proporcjach 2:5, podzielony na pięć poziomych pasów: błękitny, czerwony, biały, czerwony i błękitny. Z lewej strony płata umieszczono herb miasta.                  |
| Gmina Stargard          |      | Flaga gminy, autorstwa Alfreda Znamierowskiego, została ustanowiona uchwałą nr XXXII/282/21 z 19 listopada 2021. Jest to prostokątny płat tkaniny o proporcjach 5:8, podzielony na dwa faliste poziome pasy: czerwony i błękitny w stosunku 3:1. W lewym górnym rogu płata umieszczono godło z herbu gminy. |

### Miasto Szczecin
| Wzór | Opis |
| ---- | --- |
|      | Flaga miasta została ustanowiona uchwałą nr XXVIII/360/96 z 2 grudnia 1996. Jest to prostokątny płat tkaniny o proporcjach 1:2, podzielony na sześć równych czerwonych i niebieskich pasów. Z lewej strony płata umieszczono herb miasta. |

### Powiat szczecinecki
| Gmina                         | Wzór | Opis |
| ----------------------------- | ---- | --- |
| Miasto i gmina Barwice        |      | Flaga gminy została ustanowiona uchwałą nr XXIX/173/93 z 28 września 1993. Jest to prostokątny płat tkaniny o proporcjach 5:8, podzielony na osiem poziomych pasów: biały, zielony, biały, zielony, biały, zielony, czarny i zielony w stosunku 21:2:1:3:1:3:1:3. W prawym górnym rogu płata umieszczono herb gminy.       |
| Miasto i gmina Biały Bór      |      | Flaga gminy to prostokątny płat tkaniny o proporcjach 5:8, podzielony na trzy poziome pasy: zielony, biały i błękitny. W jego centralnej części umieszczono herb gminy. |
| Miasto i gmina Borne Sulinowo |      | Flaga gminy została ustanowiona uchwałą nr XXI/268/96 z 27 marca 1996. Jest to prostokątny płat tkaniny o proporcjach 5:8, podzielony na trzy równe poziome pasy: zielony, biały i niebieski. W lewym górnym rogu płata umieszczono herb gminy oraz 21 kwiatków w dwóch rzędach, symbolizujących sołectwa i osiedla gminy. |
| Miasto Szczecinek             |      | Flaga miasta to prostokątny płat tkaniny o proporcjach 1:2, podzielony na trzy poziome pasy: dwa zielone i biały w stosunku 3:8:3. W jego centralnej części umieszczono herb miasta. |
| Gmina Szczecinek              |      | Flaga gminy została ustanowiona uchwałą nr VII/50/2003 z 31 marca 2003. Jest to prostokątny płat tkaniny o proporcjach 5:8, podzielony z lewa w skos żółtym pasem na dwie części: górną zieloną i dolną niebieską. W jego centralnej części może znajdować się herb gminy.                                                 |

### Powiat świdwiński
| Gmina                        | Wzór | Opis |
| ---------------------------- | ---- | --- |
| Gmina Brzeżno                |      | Flaga gminy została ustanowiona uchwałą nr XIII/68/2016 z 29 stycznia 2016. Jest to prostokątny płat tkaniny o proporcjach 5:8, podzielony na dwie części: lewą błękitną, z godłem z herbu gminy i prawą, podzieloną na siedem równych poziomych pasów: cztery błękitne i trzy białe. |
| Miasto i gmina Połczyn-Zdrój |      | Flaga gminy, autorstwa Mariana Czernera, została ustanowiona 30 listopada 1994. Jest to prostokątny płat tkaniny o proporcjach 5:8, podzielony w szachownicę na cztery części: dwie niebieskie i dwie srebrne z czerwonymi rombami (kanton jest niebieski).                           |
| Gmina Sławoborze             |      | Flaga gminy to prostokątny płat tkaniny ze złotą obwódką, podzielony na dwie części: lewą białą, z herbem gminy otoczonym zieloną obwódką i prawą, podzieloną na trzy równe poziome pasy: złoty, purpura (oba z zieloną obwódką) i zielony ze złotą obwódką.                          |
| Miasto Świdwin               |      | Flaga miasta to prostokątny płat tkaniny o proporcjach 3:5 koloru białego, w którego dolnej części umieszczono czerwony mur z pięcioma blankami. |
| Gmina Świdwin                |      | Flaga miasta to prostokątny płat tkaniny o proporcjach 5:8, podzielony na trzy poziome pasy: dwa białe i czerwony w stosunku 1:2:1. W jego centralnej części może znajdować się herb gminy.                                                                                           |

### Miasto Świnoujście
| Wzór | Opis |
| ---- | --- |
|      | Flaga miasta została ustanowiona 20 sierpnia 1996. Jest to prostokątny płat tkaniny o proporcjach 2:3, podzielony na dwie części w stosunku 4:1: górną ciemnobłękitną, z godłem z herbu miasta oraz dolną, podzieloną na trzy poziome pasy: biały, czerwony i ciemnobłękitny w stosunku 1:1:3. |

### Powiat wałecki
| Gmina                      | Wzór | Opis |
| -------------------------- | ---- | --- |
| Miasto i gmina Człopa      |      | Flaga gminy to prostokątny płat tkaniny o proporcjach 5:8, podzielony na dwie części: lewą białą, z godłem z herbu gminy i prawą, podzieloną na sześć równych poziomych pasów: trzy żółte i trzy czerwone.                                                                            |
| Miasto i gmina Mirosławiec |      | Flaga gminy została ustanowiona 16 lutego 1996, ponownie uchwałą nr VII/55/2003 z 30 maja 2003. Jest to prostokątny płat tkaniny o proporcjach 2:3, podzielony w szachownicę na cztery części: dwie błękitne i dwie czerwone (kanton jest błękitny).                                  |
| Miasto i gmina Tuczno      |      | Flaga gminy została ustanowiona uchwałą nr XVI/93/2012 z 25 kwietnia 2012. Jest to prostokątny płat tkaniny o proporcjach 5:8 koloru błękitnego, w którego centralnej części umieszczono dwa pasy z lewa w skos w biało-czerwoną szachownicę.                                         |
| Miasto Wałcz               |      | Obecna wersja flagi miasta została ustanowiona uchwałą nr VI/SXXXIX/228/13 z 17 września 2013, ponownie uchwałą nr VIII/IV/48/19 z 26 lutego 2019. Jest to prostokątny płat tkaniny o proporcjach 5:8 koloru błękitnego, w którego centralnej części umieszczono godło z herbu miasta |
| Gmina Wałcz                |      | Flaga gminy to prostokątny płat tkaniny o proporcjach 5:8, podzielony na dwa równe pionowe pasy: złoty i błękitny. |